# إل كوميرشيو (بيرو)
إل كوميرشيو : هي صحيفة بيروفية تصدر في البيرو، مقرها في ليما، تأسست عام 1839م، وهي أقدم صحيفة في البيرو وواحدة من أقدم الصحف التي تكتب باللغة الإسبانية في العالم. ويومياً يجري تداول أكثر من مئة وعشرين ألف نسخة منها. إنها واحدة من أكثر وسائل الإعلام تأثيرًا في البيرو.
قامت الدكتاتورية العسكرية لخوان فيلاسكو ألفارادو بمصادرة الصحيفة في منتصف السبعينيات. غير أن الرئيس فرناندو بلاوندي تيري قام بإعادة الشركة إلى أصحابها الأصليين في الثامن والعشرين من تموز عام 1980م، وهو اليوم ذاته الذي تولى فيه منصبه، وكان هذا أول عملٍ رسميس له عند توليه الرئاسة.
تعود ملكية الصحيفة إلى مساهمين من عائلة ميرو كويسادا التي يعود تاريخ ملكيتها للشركة إلى عام 1875، وعلى الرغم من ذلك تخضع الإدارة لسيطرة شخص ليس فردًا من هذه العائلة [بحاجة لمصدر ] .
تمتلك الشركة ملكية الشركات التابعه لها وهي صحف ( بيرو 21) و (تروم) ومجلة (سوموس) .
تعد شركة إمبريسا إديتورا إل كوميرشيو إس. إيه نتاج اندماج العديد من الشركات عام 1996م. و تدير هذه الشركة التحرير والنشر والتوزيع لصحف (تروم) و (بيرو 21) و (إستيون)، بالإضافة إلى أنها تدير الجوانب الإعلانية للمنشورات المذكورة .
بالإضافة إلى ذلك، فهي تتولى تحرير العديد من الكتب و المجلات و الكتيبات و الصحف الأسبوعية ونشرها وتوزيها إضافة إٍلى جميع أنواع النشورات الرسومية و منتجات الوسائط المتعددة و الفيديو . ويجري توزيع المحتوى المعلوماتي بوساطة شركتهم الفرعية ( اوربس فنتشرز إس . إيه . سي) ، وهي شركة مسؤولة عن إدارة موقع الشركة على الإنترنت. العنوان المعتمد للشركة هو ( بيرو - ليما - منطقة ليما - ش. ميرو كويسادا - بنايه رقم 300 ) حيث توجد مكاتبها الإدارية. ومصانع النشر الخاصة بها هي (باندو) و (أماوتا) ، وتقع في مقاطعات بويبلو لايبر و منطقة ليما.
من الناحية المالية، تعمل الشركة بشكل مستقل تمامًا، لأن تأثيرات الدمج لم تؤثر إلى حدٍ كبيرٍ على تشغيلات الشركات التابعة لها، وهي :
اوربس فنتشرز إس إيه .سي ( .Orbis Ventures S.A.C ) ، و زيتّا كمانيكادوريسدل بيرو إس. إيه. إي .إم .إيه (.Zetta Comunicadores del Perú S.A.E.M.A ) ، و بنتو واي كوما إديتورس إس. إيه .سي (.Punto y Coma Editores S.A.C) ، و سسكربكيونس انتجرالس إس.إيه .سي (Suscripciones Integrales S.A.C) و أماوتا إمبرشنس كومرشالس (Amauta Impressiones Comerciales )، و برودكيونس كانتابريا إس.إيه .سي ( Producciones Cantabria S.A.C ) ، و إنموبيلياريا إل سول إس.إيه. (Inmobiliaria El Sol S.A) ، و جروبو تي في إس.إيه.سي. (Grupo TV S.A.C.).